# Ana Tomeno
Ana Tomeno (* 29. Juli 1998 in Sevilla) ist eine spanische Schauspielerin.

## Biografie
Tomeno wurde am 29. Juli 1998 in Sevilla geboren. 
Schon in ihre Kindheit arbeitete sie in verschiedenen Unterhaltungsbranchen. Ihr Debüt gab sie 2014 in dem Film La isla mínima – Mörderland. Zudem gewann sie den Goya Award und wurde für die Feroz Awards nominiert.
Anschließend trat sie 2020 in der Fernsehserie Patria auf. Außerdem spielte sie 2021 in La templanza mit. Unter anderem bekam Tomeno 2022 in der Serie Feria: Dunkles Licht die Hauptrolle.

## Filmografie
Filme
- 2014: La isla mínima – Mörderland

Serien
- 2020: Patria
- 2021: La templanza
- 2022: Feria: Dunkles Licht